# Abuta seemannii
Espèce
Abuta seemannii est une espèce de plantes à fleurs de la famille des Menispermaceae. C'est un arbre.

## Description
C'est un arbre.